# Mięsień zwieracz górny gardła

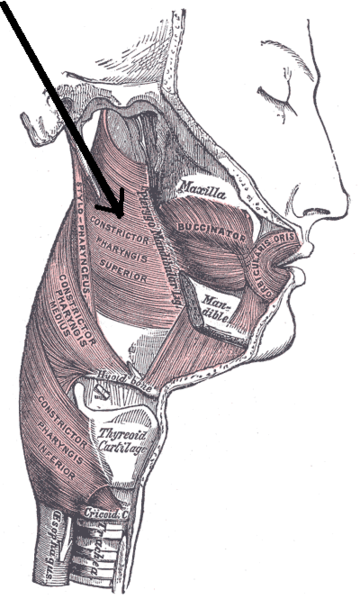
Mięśnie gardła i policzka (strzałką zaznaczony zwieracz górny gardła)

Mięsień zwieracz górny gardła (łac. musculus constrictor pharyngis superior, musculus cephalopharyngeus) – w anatomii człowieka mięsień gardła, jeden z trzech jego zwieraczy (obok mięśnia zwieracza środkowego gardła i mięśnia zwieracza dolnego gardła).
Jest kształtu czworobocznego. Leży najgłębiej i najwyżej w stosunku do pozostałych zwieraczy gardła. Przyczepia się do tylnego brzegu blaszki przyśrodkowej wyrostka skrzydłowatego i haczyka skrzydłowego (część skrzydłowo-gardłowa), szwu skrzydłowo-żuchwowego (część policzkowo-gardłowa), tylnej części kresy żuchwowo-gnykowej (część żuchwowo-gardłowa) i brzegu bocznego nasady języka (część językowo-gardłowa). Włókna kończą się na szwie gardła.
Unerwiony jest przez nerw językowo-gardłowy ze splotu gardłowego.
Wspólnie z pozostałymi zwieraczami gardła bierze udział przesuwaniu kęsa pokarmu w dół podczas przełykania, zwężając gardło. Jego skurcz powoduje wpuklenie tylnej ściany gardła do wewnątrz. Dzięki temu tworzy się wał, który opiera się o tylny brzeg podniebienia miękkiego, uzupełniając odgraniczenie części nosowej od ustnej gardła, zapobiegając cofaniu się pokarmu